# Hitchin' a Ride
Hitchin' a Ride è un singolo del gruppo punk rock statunitense Green Day, estratto dall'album Nimrod e pubblicato nel 1997 dalla casa discografica Reprise Records.

## Tracce
1. Hitchin' a Ride
2. Sick (B-side)
3. Espionage (B-side)

- (La traccia 3 è estratta dalla colonna sonora di Austin Powers: The Spy Who Shagged Me)

## Formazione
- Billie Joe Armstrong - voce e chitarra
- Mike Dirnt - basso e voce
- Tré Cool - batteria
- Petra Haden - violino

## Classifiche
| Classifica (1997)             | Posizione massima |
| ----------------------------- | ----------------- |
| Australia                     | 26                |
| Canada                        | 23                |
| Canada (rock/alternative)     | 1                 |
| Regno Unito                   | 25                |
| Regno Unito (rock & metal)    | 1                 |
| Stati Uniti (alternative)     | 5                 |
| Stati Uniti (mainstream rock) | 9                 |